# Roudolphe Douala
Rudolph M'Bela Douala (Douala, 25 settembre 1978) è un ex calciatore camerunese, di ruolo attaccante.